# Свръхаз
Свръхаз е понятие, въведено от Зигмунд Фройд в психоанализата. С него се означават всички норми на поведение, табута, ограничения, които регулират поведението, на което придава импулс То (безсъзнателното). Свръхазът е носител на социалната компонента от човешкото поведение и изпълнява основно рестриктивни функции.